# Lawrence Clay-Bey
Lawrence Marvin Clay-Bey (Bloomfield, 14 de diciembre de 1965) es un deportista estadounidense que compitió en boxeo. Ganó una medalla de bronce en el Campeonato Mundial de Boxeo Aficionado de 1995, en el peso superpesado.
En julio de 1997 disputó su primera pelea como profesional. En su carrera profesional tuvo en total 25 combates, con un registro de 21 victorias, 3 derrotas y un empate.

## Palmarés internacional
| Campeonato Mundial | Campeonato Mundial | Campeonato Mundial | Campeonato Mundial |
| Año                | Lugar              | Medalla            | Categoría          |
| ------------------ | ------------------ | ------------------ | ------------------ |
| 1995               | Berlín (Alemania)  | Medalla de bronce  | +91 kg             |